# Rhodostrophia auctata
Rhodostrophia auctata är en fjärilsart som beskrevs av Otto Staudinger 1878. Rhodostrophia auctata ingår i släktet Rhodostrophia och familjen mätare. Inga underarter finns listade.